# Provincia di Corongo
La provincia di Corongo è una provincia del Perù, situata nella regione di Ancash.

## Geografia antropica

### Suddivisioni amministrative
È divisa in sette distretti:
- Corongo
- Aco
- Bambas
- Cusca
- La Pampa
- Yanac
- Yupán